# Francisco de Seixas Pinto
Francisco de Seixas Pinto (? - ?) foi um administrador colonial português e Cavaleiro da Ordem de Cristo. Serviu no Reino de Angola e governador do Grão-Pará de 16 de abril de 1662 a junho de 1665.